# チクシトゲアリ
チクシトゲアリ（学名：Polyrhachis moesta）は、ハチ目アリ科トゲアリ属に属するアリの1種である。

## 分布
本州（主に関東以西の太平洋岸）、四国、九州、南西諸島、中国、台湾、ジャワ島、スマトラ島

## 形態
働きアリの体長は6mm、女王アリの体長は8〜9mm。働きアリ、女王アリともに黒色。同じく本土に分布するトゲアリよりも、棘の発達具合は控えめである。身体は丸みを帯び、所属するマルトゲアリ亜属の由来となっている。クロトゲアリに似るが、本種は光沢が強い。

## 生態
多女王性で、複数の女王で子育てをするコロニーも少なくない。同属のトゲアリのような一時的社会寄生などの特殊な行動は行わず、極普通にコロニーを立ち上げる。また、振動などがあると、すぐ腹部を持ち上げ威嚇するなど、気性の荒い面も持ち合わせている。樹木の葉を幼虫の吐いた糸で綴った独特な巣をつくる。